# 周雪妮
周雪妮（英語：Shirley Zhou，1978年3月10日—），出生于中国，澳大利亚籍乒乓球运动员。她曾参加1996年夏季奥运会和2000年夏季奥运会乒乓球比赛。她还曾获得大洋洲乒乓球锦标赛女子单打冠军。
姐姐是乒乓球运动员周曦涛。